# Alias Maria
Pour plus de détails, voir Fiche technique et Distribution.
Alias Maria  est un film dramatique de guerre franco-argentino-colombien réalisé par José Luis Rugeles.
Le film a été présenté dans la section Un certain regard au Festival de Cannes 2015.

## Synopsis
Maria a treize ans et combat avec une guérilla colombienne. Le commandant de son groupe lui confie son enfant nouveau-né pour qu'elle le mette en sécurité avec l'aide de trois autres guérilleros tout aussi jeunes qu'elle. Pour éviter qu'on ne l'oblige à avorter, elle a caché à tous qu'elle est enceinte, mais son secret est découvert au cours du trajet et elle s'enfuit à travers la jungle. Elle est alors témoins des destructions, incendies, meurtres et autres violences provoquées par les exactions et affrontements entre les forces armées, les guérilleros, les paramilitaires et les narcotrafiquants qui dévastent la Colombie.

## Fiche technique
- Titre : Alias Maria
- Réalisation : José Luis Rugeles
- Scénario : Diego Vivanco
- Musique : Camilo Sanabria
- Photographie : Sergio Iván Castaño
- Montage : Delfina Castagnino
- Son : Martin Grignaschi et Federico Billordo
- Décor : Oscar Navarro
- Pays d’origine :  Colombie,  Argentine,  France
- Genre : drame, guerre
- Budget : 1 356 000 $
- Distributeur : K-Films Amérique (Québec)
- Dates de sortie :
  - Colombie : 3 avril 2015
  - France : 22 mai 2015 (Cannes) - 9 mars 2016 (en salles)
  - Québec : 2 février 2018 (en salles)

## Distribution
- Karen Torres : María.
- Carlos Clavijo : Mauricio.
- Anderson Gomez : Byron.
- Erik Ruiz : Yuldor.
- Fabio Velazco : le commandant.
- Lola Lagos : Diana.
- Julio Pachón : le médecin.
- Carmenza González : l’épouse du médecin.

## Accueil

### Accueil critique
En France, l'accueil critique est positif : le site Allociné recense une moyenne des critiques presse de 3,2/5, et des critiques spectateurs à 3,1/5. 

### Distinctions
- Festival international de cinéma Camerimage 2015 : sélection officielle[3]
- Festival de Cannes 2015 : sélection Un certain regard[1]
- Festival international du film Doclisboa 2015 : sélection officielle[4]